# وادي منصور (ملحان)

تعديل مصدري - تعديل

وادي منصور هي إحدى قرى عزلة العسوس بمديرية ملحان التابعة لمحافظة المحويت، بلغ تعداد سكانها 1214 نسمة حسب تعداد اليمن لعام 2004.